# Albert Larrieu
 (octobre 2021).
Si vous disposez d'ouvrages ou d'articles de référence ou si vous connaissez des sites web de qualité traitant du thème abordé ici, merci de compléter l'article en donnant les références utiles à sa vérifiabilité et en les liant à la section « Notes et références ».
Albert Larrieu, né le 12 septembre 1872 à Perpignan et mort le 27 février 1925 dans le 18e arrondissement de Paris, est un chanteur, compositeur, interprète et poète français. Il a légué aux Bretons et aux Canadiens une centaine de chansons originales et amusantes décrivant leurs us et coutumes au début du XXe siècle.

## Biographie
Albert Jean Pierre Larrieu, né en 1872 à Perpignan, perd sa mère Mélanie Emma Bonzom en 1884,. Son père, Pierre Larrieu, médecin et fils de médecin, meurt en 1892.
Albert, comme tous ses compatriotes masculins, fait son service militaire obligatoire, puis, pouvant désormais vivre à sa guise, se rend à Paris, où il se joint au guitariste Farrail et au chanteur Delrieu pour former le Trio Montmartrois. Ce trio deviendra en Bretagne, l'été, le Trio Concarnois.
La guerre commence, il prend les armes, lui aussi. En 1916, des problèmes de santé le ramènent à la vie civile. La même année, il traverse aux États-Unis.
Au printemps de 1917, il fait son apparition au Canada : en Acadie, en Ontario, dans l'Ouest canadien (au Manitoba, en Saskatchewan et en Alberta)... et surtout au Québec. Il y vivra cinq ans et demi. Il y sera partout très apprécié, visitant, en la chantant, la francophonie canadienne, qu'il admire et qui le lui rend. Son affection pour les Canadiens-Français, il la leur témoigne dans ses chansons et dans un livre intitulé À propos du Canada français : une poignée de vérité. C'est surtout en trio vocal avec France Ariel (soprano) et Armand Duprat (baryton), qu'il se lance dans des tournées de chant pan-canadienne.
En décembre 1922, Albert Larrieu fait ses adieux à l'Amérique du Nord. On lui attribue plus de soixante chansons pendant le séjour qu'il y fait. Il retourne en France.
En 1925, il meurt dans l'oubli, en son domicile parisien du 1, rue Hermann-Lachapelle, à l'âge de 52 ans. Il est inhumé au cimetière parisien de Saint-Ouen.

## Originalité
Contemporain de Théodore Botrel, son aîné par moins de trois ans, avec qui il lui arrive de chanter amicalement sur scène en Bretagne et au Canada, Albert Larrieu ne dédaigne pas le folklore, mais ne cherche pas à écrire des œuvres que le peuple croira « folkloriques ». Larrieu choisit plutôt de fabriquer des chansons bien ciselées qui relatent de façon sympathique et amusante les vrais us et coutumes qu'il observe chez ses hôtes, et pour eux, avec leurs propres mots et expressions, imbues de leur humour, sur une musique originale, enlevante et appropriée au sujet, encore actuelle.

## Citations
- 1920 : « Pendant deux ans, j'ai été l'hôte des Canadiens français, j'ai vécu parmi eux, je les ai observés, étudiés, et j'ai pu les apprécier. [...] Je voudrais que le monde entier lût ce petit livre. Cependant c'est surtout à mes compatriotes, aux Français que je m'adresse : presque tous ignorent le Canada, je le prouverai tout à l'heure. Voilà le lecteur prévenu : l'auteur de ces lignes est l'ami des Canadiens-français; ce qu'il désire, c'est les faire aimer comme il les aime. » — Albert Larrieu, dans À propos du Canada français : une poignée de vérité (voir ci-dessous, dans la section Bibliographie)
- 1920 : « Pouvais-je m'imaginer, que dans le Nord de ce continent américain, j'allais trouver tout un peuple vivant de nos traditions, parlant notre langue, ayant gardé nos habitudes, nos usages, notre manière de penser, nos vieux proverbes, nos jolies légendes, nos vieilles chansons ? » — ibidem
- 1921 : « Les œuvres de Larrieu sont comme un panier de cerises : on prend toujours les plus belles et on vide le panier sans s'en apercevoir. » — Présentation de Larrieu au Cercle Barthelémy Joliette, à Joliette (Québec), en février 1921
- 1921 : [C'est] « la 2e fois que le public joliettain a l'occasion d'entendre M. Larrieu, ce comédien de grande scène (venu en juillet 1918), qui a adopté notre Canada pour sa seconde patrie ; dans les chansons qu'il exécute pour elle, on sent qu'il l'aime vraiment. » — ibidem

## Publication
- Albert Larrieu, À propos du Canada Français : Une poignée de vérité, petit livre paru au Québec, 1920.